# Lighting design

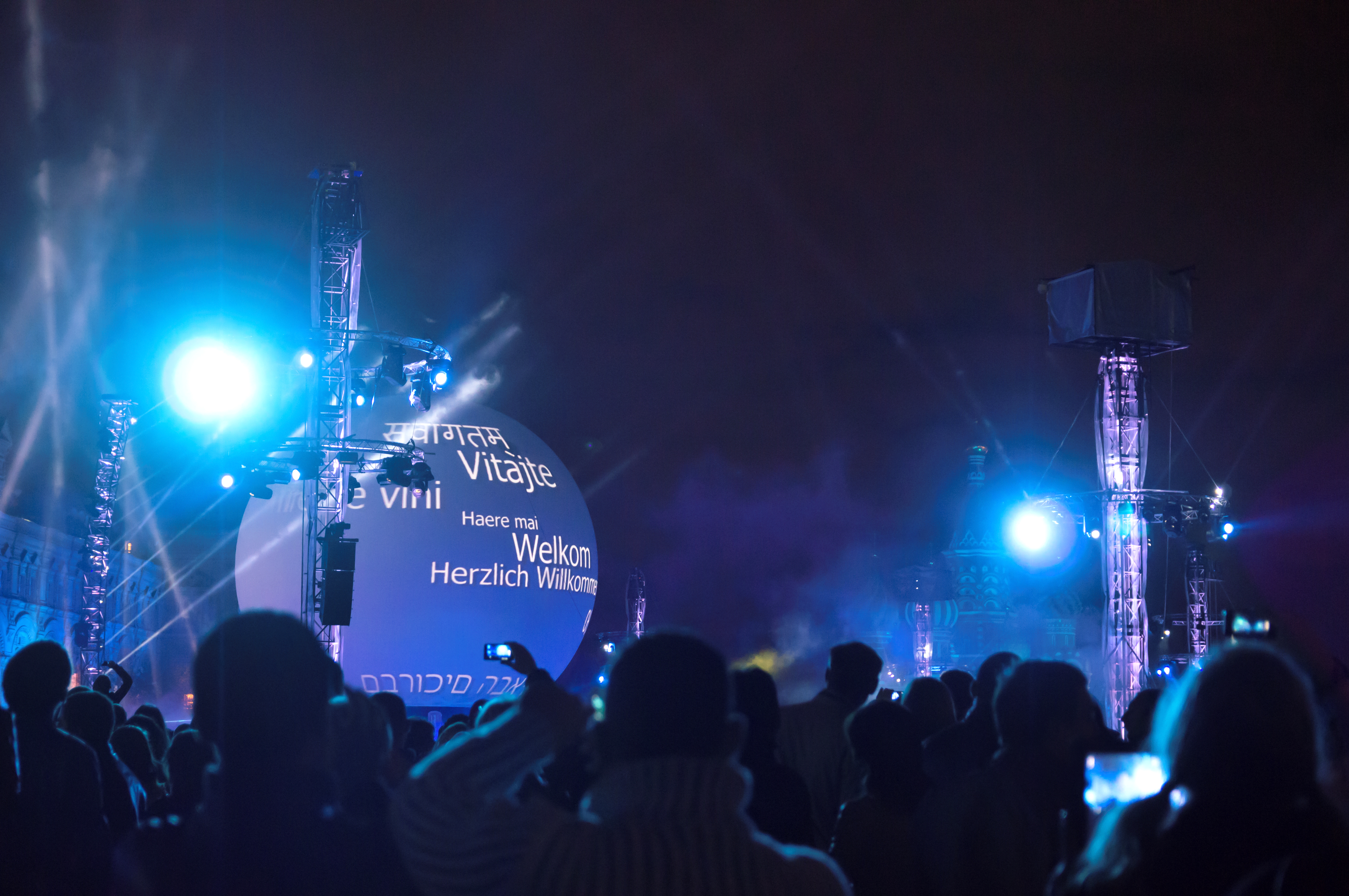

La progettazione illuminotecnica (a volte anche lighting design, dall'inglese) è il processo di ideazione e progetto di sistemi di illuminazione (con luce artificiale, naturale o mista, artificiale-naturale) per fini domestici, urbanistici, nautici, spettacolari, cinematografici, televisivi, artistici.

Si fonda sulle nozioni base dell'illuminotecnica e, a seconda dei casi, dell'architettura, dell'ottica e della colorimetria. È in continua evoluzione grazie alle novità tecnologiche in continuo aggiornamento; la ricerca nel settore negli ultimi anni è volta soprattutto a produrre nuove applicazioni di illuminazione artificiale automatizzata o semi-automatizzata.
È nata dalle specifiche esigenze di studio per l'illuminazione degli ambiti industriali e per i luoghi di lavoro, nonché a seguito dei primi studi di ergonomia ed ergotecnica del posto di lavoro.

Oggi comprende anche studi sull'illuminazione urbana, particolarmente utili ai fini della sicurezza sociale e del contenimento dei consumi elettrici, e studi sull'uso spettacolare della luce come l'impiego in installazioni urbane, performance, eventi, spettacoli, ecc.
Il lighting design comprende vari ambiti di applicazione della luce e in base a tali settori i progettisti vengono definiti anche con termini diversi, ma tutti riferiti allo studio e all'applicazione della luce.
- civile (illuminotecnici, lighting designer, professionisti della luce)
- teatrale (datori luce, lighting designer)
- televisivo (direttori della fotografia, lighting designer)
- cinematografico (direttori della fotografia, lighting designer)
- spettacolare (lighting designer, light artist)